# Ленская, Михалина
Михалина Ленская (пол. Michalina Łęska; 1882—1940) — польская учительница, общественный деятель, активистка просвещения из Минска.

## Биография
Михалина родилась в семье землевладельца Михала Ленского, владельца имений на минщине, участника восстания 1863—1863 годов. Мать — Целина Ленская (в девичестве Тымовская).
Образование Михалина Ленская получала в Праге. Зимой 1904—1905 годов изучала полонистику на Высших Женских Курсах им. А. Баранецкого в Кракове.
После окончания курсов Ленская приехала в Минск и стала учительницей польского языка, обучала приватно. Однако вскоре расширила свою деятельность, организовав в декабре 1905 года шестимесячные курсы подготовки «народных учительниц», на которых сама же и преподавала. В том же году в Минске было создано тайное общество «Просвещение», и Ленская вскоре вошла в состав его правления. В 1906 году её курсы перешли под опеку «Просвещения» и стали называться учительскими семинарами. Ленская заведовала семинарами совместно с Анной Чекотовской. Семинары эти состояли из однолетнего высшего отделения и двухлетнего низшего, на котором учились в основном студентки с низким уровнем подготовки деревенского происхождения. В ноябре 1906 года для иногородних студенток Ленская организовала общежитие. Благодаря трудолюбию и усердной работе Михалины Ленской студентки, оканчивая семинары, становились «народными учительницами» и разъезжались по деревням минщины учить местных детей. Когда в январе 1907 года общество «Просвещение» стало легальным, Ленская и Чекотовская официально стали руководить его секцией — секцией учительских семинаров. В 1909 году царские власти запретили «Просвещение», и общество перешло в подполье, вновь став нелегальным. Несмотря на усиленный полицейский надзор, Ленская проводила тайную просветительскую работу аж до осени 1915 года. В этот период 1-2 раза в год в Минске проходили т. н. съезды «народных учительниц» при активном участии Михалины Ленской. Чтобы финансово помогать бедным учительницам, в 1909 году Ленская основала кружок товарищеской помощи работниц «Просвещения», который одалживал учительницам деньги или мог выделить матпомощь.
В то же время Ленская была вице-председателем Товарищества Учащейся Молодёжи, основанном в 1910 году. Работала также в обществе «Вера» преподавателем.
После начала Первой мировой войны в 1914 году, когда ввиду большого наплыва в Минск беженцев с польских земель был создан минский отдел Польского Товарищества Помощи Жертвам Войны, Михалина Ленская вошла в его правление и заведовала секцией начального образования. После 1917 года работала в Польской Школьной Матери Минской Земли (Polska Macierz Szkolna Ziemi Mińskiej) и какое-то время была председателем этой организации.
После 1921 года переехала в Польшу. Работала учительницей иностранных языков и математики в школах Ломжи, Катовиц и Белостока.
В 1931 году вышла на пенсию и переехала в Вильно.
В 1939 году в Варшаве была издана её книга (совместно с Людвикой Жицкой) «Деятельность поляков минщины после восстания» («Działalność popowstaniowa Polaków na ziemi mińskiej»). Имелось ввиду восстание 1863—1864 годов. В книге была описана просветительская работа, общественно-культурная и политическая деятельность поляков минщины в данный период.
Михалина Ленская также фигурировала в брошюре экономиста и общественного деятеля Мечислава Поровского «Общественная работа польской женщины на минщине в сфере народного просвещения в 1900—1916 годах» («Praca społeczna kobiety-Polki w Mińszczyźnie na polu oświaty ludowej w okresie 1900—1916»), выданной в Несвиже в 1929 году. С Мечиславом Поровским Ленская долгое время работала в обществе «Просвещение».
Умерла в 1940 году в Вильнюсе.